# Simpatia (filosofia e medicina)

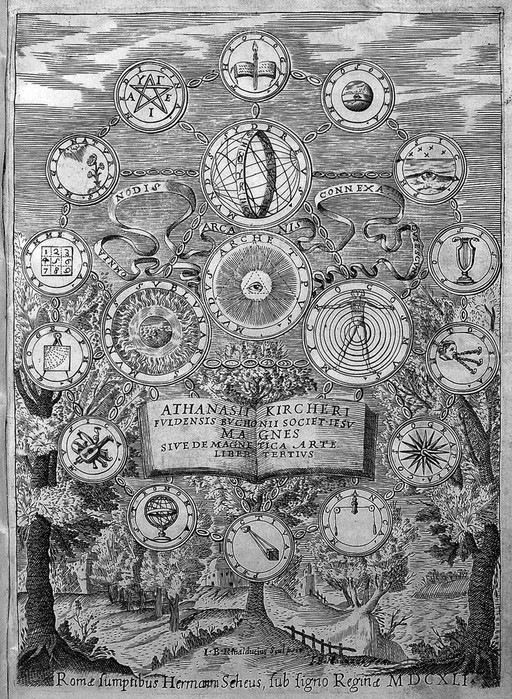
Esemplificazione delle catene magnetiche che legano tra loro le varie parti del cosmo in virtù della forza attrattiva della simpatia o dell'analogia, in un'illustrazione di Athanasius Kircher.

La simpatia di cui si interessa la filosofia (dal latino sympathia, dal greco antico συμ-πάθεια?, sym-pátheia, a sua volta da σύν, sýn, "con" e πάθος, páthos, "affezione, sentimento") ha un'accezione non solo soggettiva ma oggettiva, indicando la comunanza tra più esseri che partecipino alla stessa affezione; non coincide quindi con il significato di simpatia in cui si è evoluto nel linguaggio generico (un'inclinazione e attrazione istintiva verso persone, cose e idee).
Il termine simpatia nell'origine etimologica coincide con quella di «compassione», o «pietà», ma mentre questa evidenzia la capacità di percepire emozionalmente la sofferenza altrui provandone pena e desiderando alleviarla, la parola simpatia può essere usata per «denotare il nostro sentimento di partecipazione per qualunque passione». La compassione è una «specificazione della simpatia».
Oltre che in filosofia, il termine simpatia era utilizzato anche in ambito medico, a partire da Ippocrate di Cos, per indicare la compartecipazione di tutti gli organi a uno stato di sofferenza o malattia che abbia colpito uno di essi.

## Dall'età antica alla storia della medicina
Nello stoicismo, che concepisce l'universo come una specie di unico grande organismo attraversato incessantemente dallo spirito vivente (pneuma), la "simpatia", trattata in particolare da Posidonio, è quella interdipendenza tra tutte le parti dell'universo, in virtù della quale ogni evento poteva ripercuotersi su ogni altra parte del mondo. Allusioni simili si trovano in Cicerone, o in Plotino.
Questo significato cosmico della simpatia si riflette nel lessico di vari esponenti della medicina greca e romana, oltre al già citato Ippocrate, quali Areteo, Sorano, e Galeno, venendo tradotto come «accordo» (in latino consensus) per esprimere la natura del rapporto fisiologico intercorrente tra le varie parti dell'organismo (il consensus partium), mediato dal sistema nervoso. Si riteneva che quest'ultimo provasse «compassione» per i singoli organi malati, sicché, ad esempio, si veniva a creare un nesso tra i polmoni e certe alterazioni mentali in caso di polmonite.
Ciò veniva spiegato per via dello «spirito animale» (o pneuma psichico) che Galeno vedeva scorrere appunto attraverso i nervi, e nel quale consistevano la sensazioni veicolate dagli organi di senso fino al cervello.
Dalle dissezioni degli animali aveva infatti concluso che esistessero estese interconnessioni dal midollo spinale ai visceri e da un organo all'altro; secondo lui questo sistema favoriva un'azione concertata o "simpatia" degli organi.

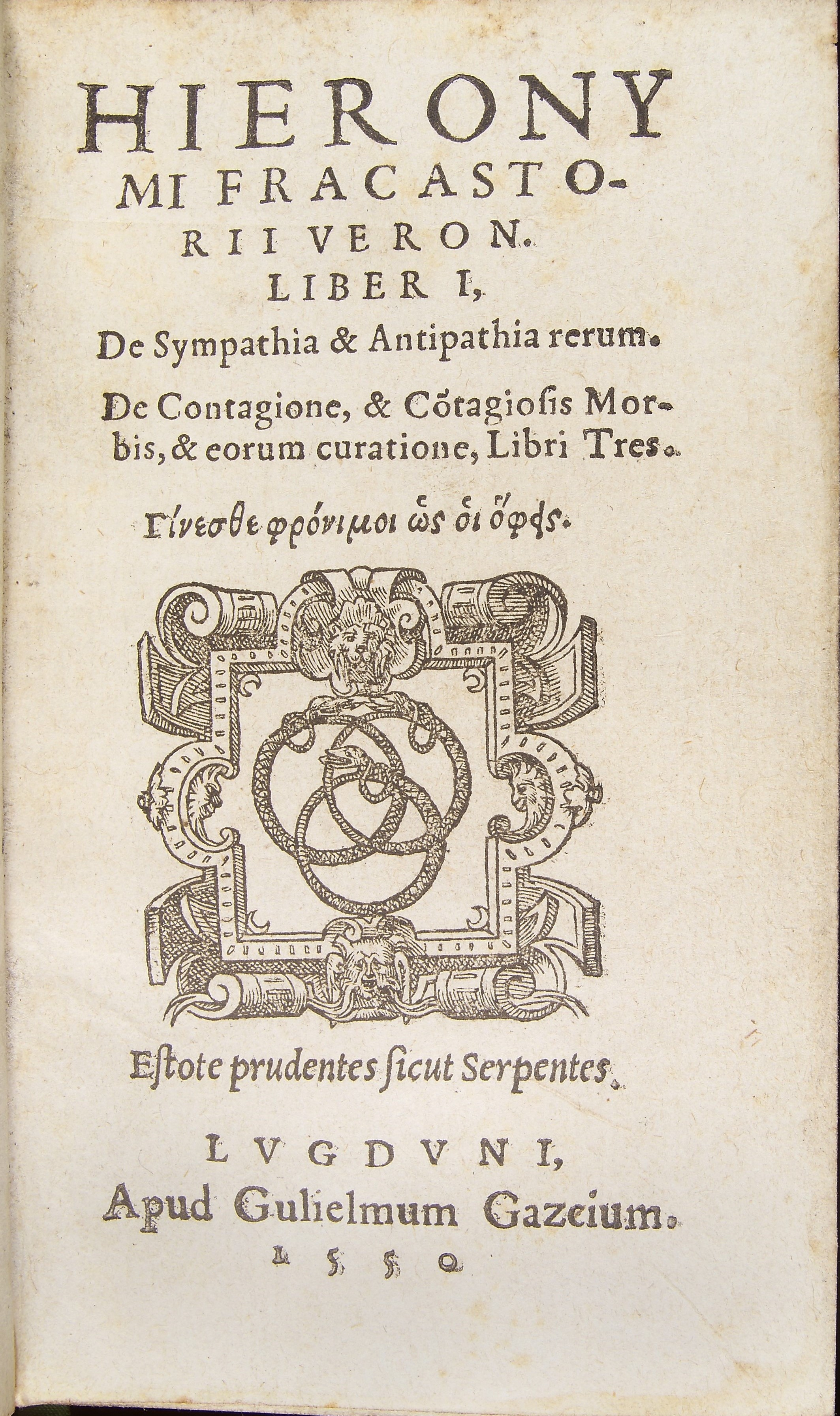
De sympathia et antipathia rerum, di Girolamo Fracastoro (1550)

Questa concezione, rimasta prevalente fino al Rinascimento inoltrato, intendeva l'organismo umano alla stregua di un microcosmo completo, animato in ogni sua parte da spiriti che ne collegavano insieme le varie parti, appunto come il macrocosmo era anch'esso pervaso da sottili interconnessioni di natura psichica o sensitiva, e la cui armonia aveva peraltro connotazioni musicali.
Tra gli altri, Paracelso (1493–1541) parlava di una relazione simpatetica o analogica (non causale) tra i cosiddetti «Geni planetari» e gli organi del corpo umano; similmente Fracastoro (1478–1553) spiegava la trasmissione dei contagi ricorrendo alle forze universali di simpatia («consenso») e antipatia («dissenso») tra le specie naturali e spirituali.

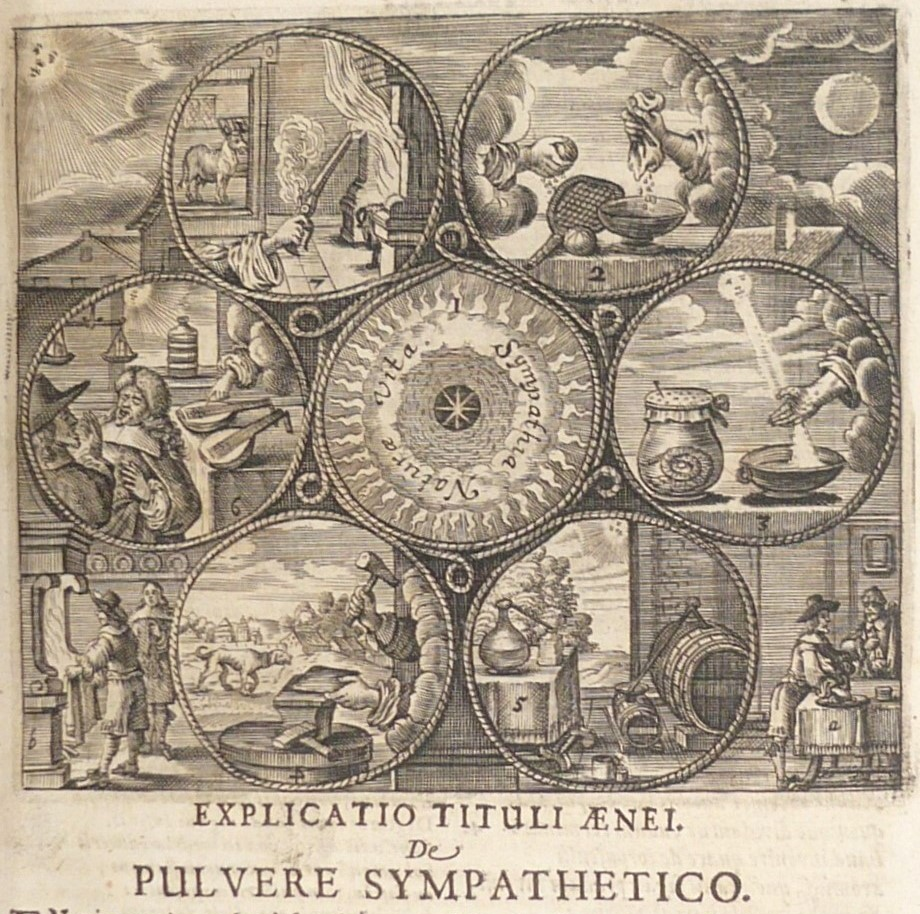
Procedimento per creare la polvere di simpatia, illustrazione dal Theatrum Sympatheticum Auctum, 1662

Anche nell'ambito della teoria umorale, la simpatia o consensus partium poteva attraverso la mediazione dei nervi portare a ristabilire l'eucrasia, cioè un'armoniosa ed equilibrata mescolanza degli umori, corrispondente allo stato di salute.
Con «simpatia» si denominava inoltre il potere insito in terapie magnetiche, oppure nell'omonima polvere ideata da Kenelm Digby, per curare le ferite agendo in risonanza con la stessa arma che le avesse procurate, per occulta legge di similitudine.

### Il ruolo del sistema nervoso
Georg Ernst Stahl (1659–1734), che valorizzò il ruolo dell'anima nei processi fisiologici, applicò il termine simpatico a quel tipo di malattie mentali causate da affezioni somatiche agli organi, per distinguerle dalle malattie mentali denominate invece «patetiche», la cui origine egli riteneva psicogena, cioè da attribuire esclusivamente all'anima. Seguaci di questa sua classificazione furono psichiatri come Johann Gottfried Langermann.

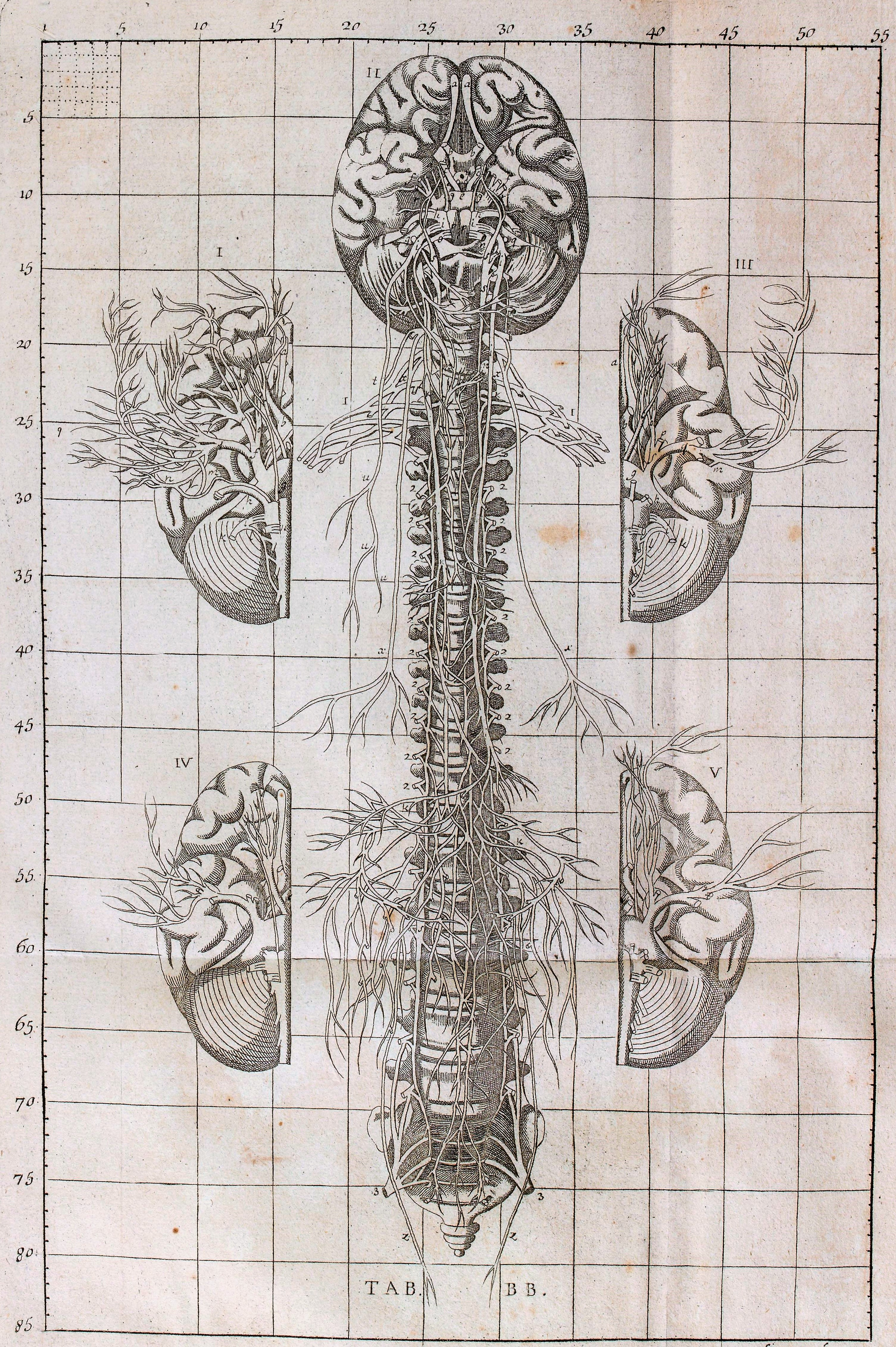
Tratto dal libro Exposition anatomique de la structure du corps humain (1732), di Jacques-Bénigne Winslow. La tavola rappresenta i diversi nervi allora conosciuti: i nervi olfattivi, nervi ottici, nervi motori.

Dalla compassione, ossia dalla preoccupazione psicologica da parte della propria anima, riscontrabile nelle malattie psicosomatiche, deriva la designazione del sistema nervoso come nervo «vitale» da parte di Jacob Winslow, professore di origine danese che lavorava a Parigi; nel 1732 utilizzò la denominazione di sistema nervoso simpatico per descrivere la catena di gangli e nervi collegati al midollo spinale toracico e lombare nel testo Exposition anatomique de la structure du corps humain.
Anche Marie François Xavier Bichat (1771–1802) denominò simpatia il legame con cui interagiscono i vari tessuti tra loro, ammettendo che la comunicazione del dolore tra questi avvenisse non soltanto per via nervosa.

Altri contributi nell'ambito del vitalismo volti a contrastare le teorie del meccanicismo cartesiano e della tradizione iatromeccanica vennero tra gli altri da Robert Whytt, secondo cui la sensitività animica era armonicamente diffusa su varie parti del sistema nervoso centrale come il midollo spinale e il cervello: 
(Robert Whytt, The Works of Robert Whytt, Edimburgo, Balfour, 1768, p. 98)
Usi scientifico-filosofici del termine simpatia si ritrovano in esponenti della scuola di Montpellier, nel medico Franz Anton Mesmer (1734-1815), che intendeva unificare le forze della simpatia, della sensibilità nervosa e del vitalismo entro uno schema esplicativo sistematico basato sull'analogia con la gravità, l'elettricità e il magnetismo (anche animale),  e nel filosofo Friedrich Wilhelm Joseph Schelling (1775–1854), che considerava la simpatia un fenomeno della mente.
Carl Gustav Jung (1875–1961) riteneva appropriato il termine simpatia adoperato dalla medicina romantica per definire i fenomeni di sincronicità, che per lui denotava non solo una connessione di significato, ma anche simultaneità in assenza di un rapporto causale, alla quale occorreva adattare il significato di simpatia.

## Filosofia moderna: la formazione della morale
Il tema della simpatia, oltre al suo significato cosmico e oggettivo prevalente nel neoplatonismo e nel naturalismo, ha avuto anche una valenza soggettiva risalente ad Aristotele, che riemerge nel dibattito dei filosofi dell'età moderna anche sulla formazione del giudizio morale.
Due sono le posizioni che si confrontano: una prima che fonda il giudizio morale sulla ragione e una seconda che ne ricerca le origini nelle passioni e nei sentimenti. La discussione verte anche sulla questione se il senso morale sia innato o si formi tramite l'esperienza come elemento culturale dopo la nascita.

### David Hume

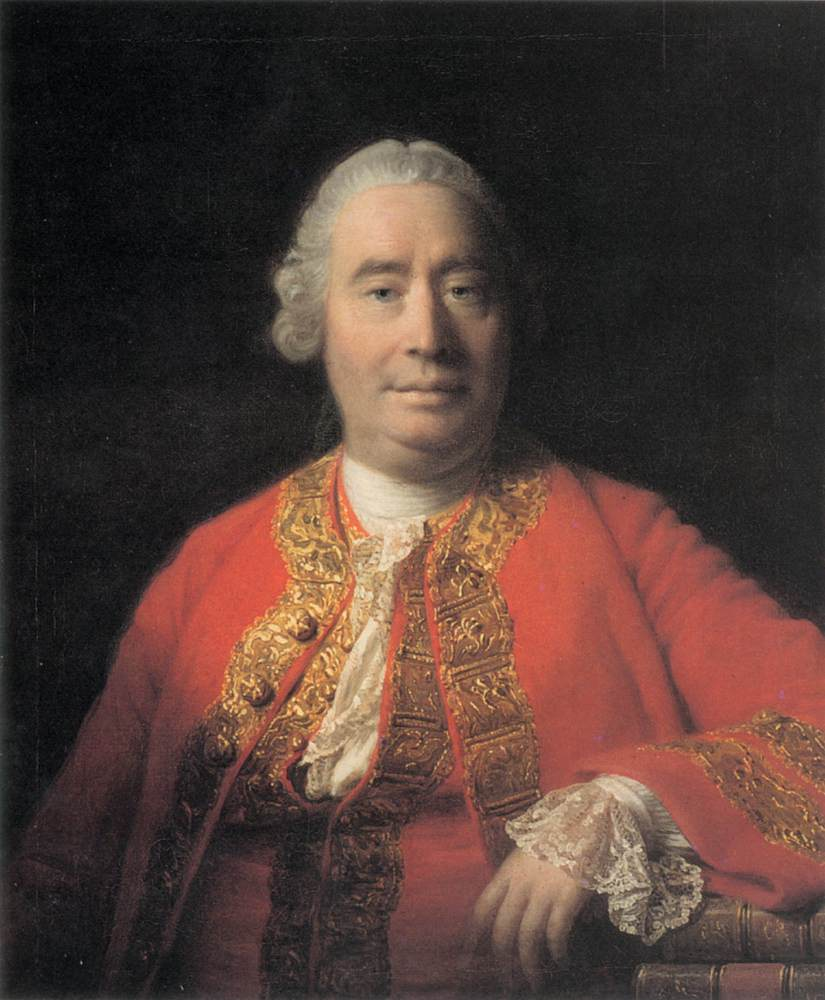
David Hume

In linea con il suo attacco al ruolo che la ragione si era filosoficamente creata negli ultimi anni, David Hume (1711–1776) asserisce che anche la morale esce al di fuori del campo di giudizio della ragione. La morale che segue percorsi autonomi dalla ragione, è, come dirà lui stesso, «una questione di fatto, non di scienza astratta» e quindi inconoscibile nella sua essenza.
La critica più alta che Hume muove alla morale è quella di essere condizionata da eventi esterni che cercherebbero di affermare aprioristicamente cosa sia giusto e cosa sia sbagliato mentre la bontà di un'azione è, e deve essere, del tutto indipendente da fatti esterni come dalla promessa di un premio e dal timore di una pena così come accade nelle morali religiose.

La morale si sviluppa infatti grazie al sentimento della simpatia, intesa come com-passione, con cui ci sentiamo vicini ai nostri simili e ne condividiamo felicità e infelicità. 
La simpatia infatti, secondo Hume, è un potente fattore di compartecipazione sentimentale tra gli uomini che senza di essa sarebbero destinati alla solitudine. Essa riversa i suoi benefici effetti anche nella razionalità umana che è resa da questa uniforme e in accordo con il raziocinio altrui. Come la credenza infatti ci permette di andare oltre le conoscenze percettive immediate così la simpatia nella morale ci consente di superare le nostre passioni facendoci avvertire quelle degli altri. In questo modo possiamo formarci giudizi morali di natura emotiva ma non per questo imparziali perché aperti all'accordo tra i soggetti. Senza la simpatia vivremo in uno stato di isolamento morale e razionale e non potremo superare il nostro egoismo istintivo ed agire secondo giustizia e osservanza delle leggi.

### Adam Smith

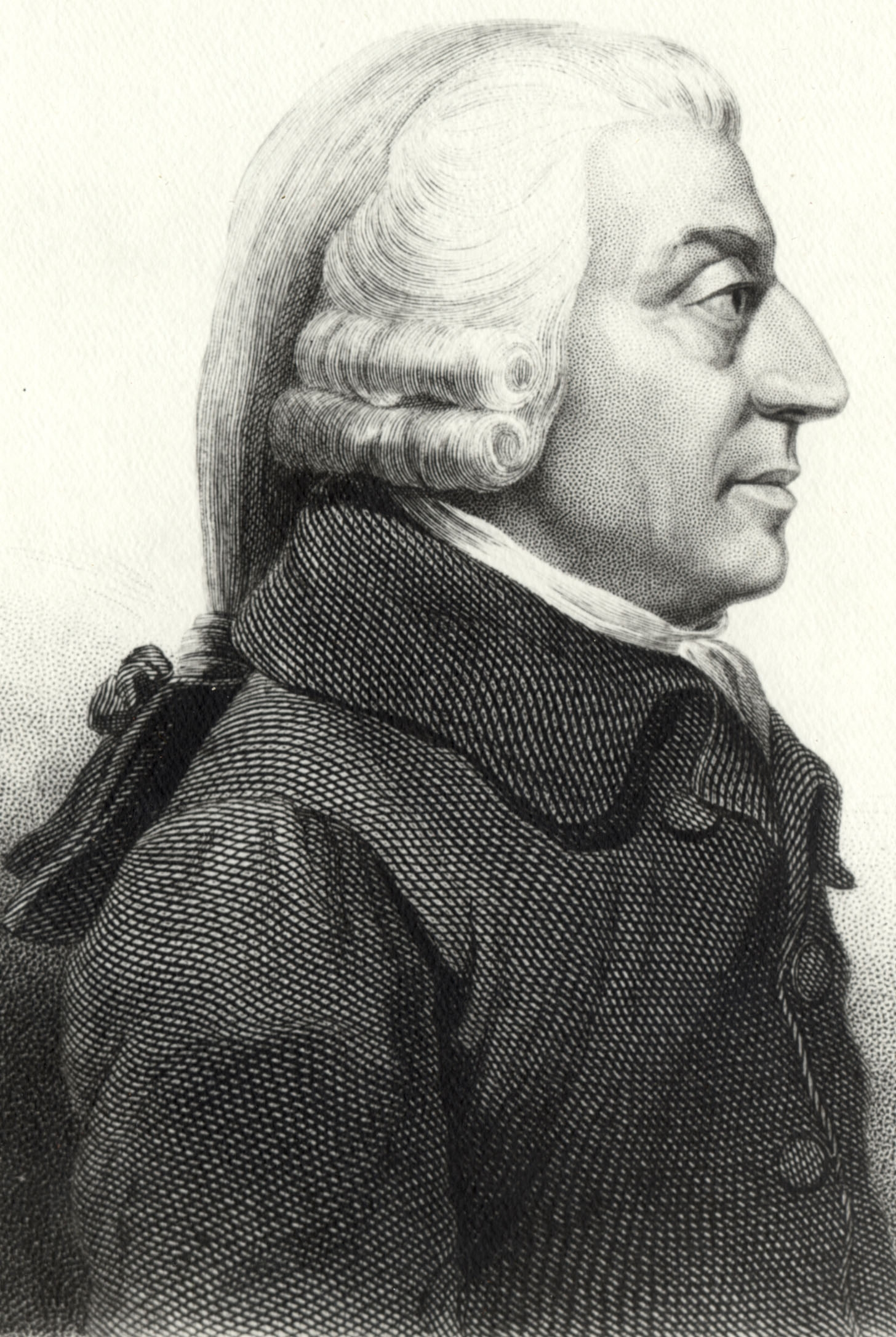
Adam Smith

Seguendo l'approccio basato sui sentimenti, Adam Smith (1723-1790) descrive nella Teoria dei sentimenti morali (1759)  un sistema morale fondato sul principio di simpatia intendendola non più nel suo significato di compassione e benevolenza disinteressata verso il prossimo ma come la capacità propria di ogni uomo di provare interesse per l'altro, di scoprire nell'altro i nostri stessi sentimenti e passioni.
La simpatia si basa su un processo di immedesimazione per il quale noi confrontiamo i sentimenti e le passioni degli altri con quelli che noi proveremmo se fossimo al loro posto: si tratta allora di un meccanismo di comunicazione tale da interessarci degli altri senza rinunciare all'amore di sé.
La simpatia cioè non deve confondersi con l'altruismo e neppure con l'egoismo che ispirano comportamenti ben definiti, ma è quel sentire che ci permette di metterci genericamente al posto dell'altro e di comprenderne i sentimenti in modo da poterne ottenere l'apprezzamento e l'approvazione. Da questo sentimento gli individui deducono regole morali di comportamento. La coscienza morale non risponde allora ad un principio razionale interiore, ma, scaturendo dal rapporto simpatetico che l'uomo ha con gli altri uomini, presenta un carattere prevalentemente sociale e intersoggettivo. Le stesse norme sociali non possono che spingere verso modelli di solidarietà e integrazione sociale.
In quest'ottica, ad esempio, il diritto di proprietà non è un diritto naturale, come l'intendeva John Locke, e per questo anteriore ad ogni convenzione sociale, né un artifizio storico come sostenuto da Hume, ma il risultato di un processo speculare di simpatia e socializzazione che giustifica ad esempio la proprietà in quanto possesso di un oggetto, frutto legittimo di un lavoro personale, che se fosse espropriato, implicherebbe un giudizio negativo dell'uno sull'altro.
Il principio di simpatia non viene abbandonato da Adam Smith nella redazione della Ricchezza delle nazioni, al contrario questo soggiace allo scambio e al mercato: il panettiere produce pane non per farne dono (benevolenza), ma per venderlo (perseguimento del proprio interesse). Tuttavia, il panettiere - pur mosso dal proprio interesse di vendere il prodotto del suo lavoro per ottenere altri beni o lavoro altrui - produce quel pane che anticipa essere desiderato, apprezzato, dal cliente. In altri termini, il panettiere cerca l'apprezzamento del suo cliente, senza il quale egli non potrà vendere il proprio pane non soddisfacendo così i propri interessi.
Gli individui, mossi dal principio di simpatia vanno alla ricerca dell'apprezzamento degli altri, ed iniziano a lavorare, a costruire e ad accumulare, favorendo di conseguenza la produzione economica.

### Max Scheler

Max Scheler

Max Scheler (1874–1928) si è occupato del sentimento della simpatia secondo un'ottica fenomenologica indagando le componenti emozionali della vita morale e operando una revisione critica del formalismo e dell'intellettualismo dell'etica di Immanuel Kant, di cui peraltro egli ritiene fondati la sua tesi basata sull'a priori e il rifiuto del sentimentalismo psicologico nella morale.
Scheler vede nella simpatia lo strumento per entrare in un rapporto di comprensione con gli altri senza rinunciare alla propria individualità.
Applicando un metodo basato su una visione essenziale ed intuitiva (Wesenschau) di fenomeni psicologici o morali come le emozioni, i sentimenti, egli ritiene di poter definire oggettivamente i valori come qualità che possono essere colte tramite le emozioni come l'amore, l'odio e la simpatia.

#### La gerarchia dei valori
I valori non dipendono dalle emozioni, sono configurabili come degli a priori, che a differenza di quelli formali kantiani, hanno dei precisi contenuti oggettivi e una loro materialità tale che l'uomo può coglierli con una specifica intuizione e può tentare di metterli in pratica secondo una precisa gerarchia:
- valori dipendenti dalla sensibilità (piacevole-spiacevole)
- valori vitali (che contraddistinguono una vita nobile o volgare): questi costituiscono per Scheler, «una modalità assiologica completamente autonoma»[35] mentre nel pensiero morale precedente al suo questi erano visti come un miscuglio sensoriale di piacevole e spiacevole cosicché il comportamento morale si configurava in modo disordinato come eudemonistico o edonistico. I valori vitali sono invece essenziali ed originari
- valori spirituali (bello-brutto, giusto-ingiusto, vero-falso)
- valori religiosi (sacro-profano)

I valori morali non vengono inclusi in questa classificazione perché secondo Scheler questi si realizzano solo quando noi mettiamo in atto comportamenti valoriali superiori o inferiori o nell'ambito della gerarchia (i valori della spiritualità ad esempio realizzano valori morali inferiori rispetto ai valori religiosi) o all'interno di ciascuna sfera.

#### La simpatia "pura"
Se si considera il fenomeno della simpatia nella sua accezione originaria ci si rende conto della sua diversità rispetto a un fattore psicologico, per il quale comprendiamo i sentimenti e le emozioni dell'altro, né andrebbe considerata una sorta di contagio emotivo per il quale un gruppo di persone condivida un'emozione. La simpatia pura con la quale ognuno dei due protagonisti del sentimento rimane distinto dall'altro nella loro essenziale differenza coincide con l'amore che investe non la sfera sensibile o vitale dell'altro ma la sua intima spiritualità, e in questo caso rientra nella fenomenologia religiosa dove lo stesso Dio è persona che ama riamato.

### Altri contributi
Tra gli altri contributi in ambito morale, Samuel Auguste Tissot (1728–1797) considera la simpatia una sorta di sensibilità e ricettività agli eventi del mondo esterno, dovuta a un sistema nervoso troppo eccitabile, che può causarne un'estrema irritazione, ma la cui responsabilità egli attribuisce all'individuo moderno, che ha preferito le attrattive innaturali della vita in società agli effetti sempre salutari di un'esistenza in armonia con la natura.
Un ritorno alla concezione cosmica della simpatia si è avuto in Arthur Schopenhauer (1788–1860), che parla di Mitleid ossia di compassione morale per la sofferenza altrui, e nella filosofia antroposofica di Rudolf Steiner (1861–1925), per il quale la simpatia compenetra la vita soggettiva dell'anima con sentimenti di attrazione, antitetici a quelli di repulsione che invece rendono possibile il distacco proprio della conoscenza oggettiva.